# Michael Francis Fay
Michael Francis Fay (1960) es un botánico, taxónomo, y genetista inglés.
Pertenece al personal científico del Real Jardín Botánico de Kew.
Es coeditor de Botanic Gardens Micropropagation News, Sección Técnica, Real Jardín Botánico de Kew, Richmond, Surrey. ISSN 0962-7448.
También trabaja para la IUCN.

## Obra
- Chase, MW, MR Duvall, HG Hills, JG Conran, AV Cox, LE Eguiarte, J Hartwell, MF Fay, LR Caddick, KM Cameron, S Hoot. 1995. Molecular phylogenetics of Lilianae. En P.J. Rudall, P.J. Cribb, D.F. Cutler, C.J. Humphries [eds.], Monocotiledóneas: sistemática y evolución, Vol. 1, 109–137. Real Jardín Botánico de Kew, Kew

- Crespo, MBM, D Lledó, MF Fay, MW Chase. 1996. Molecular phylogeny of Leucojum based on ITS sequences. American Journal of Botany 83 (supl.): 149 (resumen)

- Fay, MF, Mark W Chase. 1996. «Resurrection of Themidaceae for the Brodiaea alliance, and Recircumscription of Alliaceae, Amaryllidaceae and Agapanthoideae.» Taxon (45): 441-451.

- Lledó, MD, MB Crespo, KM Cameron, MF Fay, MW Chase. 1998. Systematics of plumbaginaceae based upon cladistic analysis of rbcL sequence data. Systematic Botany 23: 21–29

- Meerow, AW, MF Fay, CL Guy, Qin-Bao Li, FQ Zaman, MW Chase. 1999. Systematics of Amaryllidaceae based on cladistic analysis of plastid sequence data. American Journal of Botany. 1999 ; 86:1325-1345

- Pires, JC, MF Fay, WS Davis, L Hufford, J Rova, MW Chase, KJ Sytsma. 2001. «Molecular and Morphological Phylogenetic Analyses of Themidaceae (Asparagales).»' Kew Bull. 56 (3): 601-626

- Chase, MW, M van Der Bank, D Devey, MF Fay. 2006. Nuclear ribosomal DNA sequences and the evolution of multiple lineages of allotetraploids in Dactylorhiza (Orchidaceae). Jodrell Laboratory, Real Jardín Botánico de Kew, Richmond, Surrey TW9 3DS, RU; Universidad Rand Afrikaans, Auckland Park, Johannesburgo

- Davis, AP, M Chester, O Maurin, MF Fay. 2007. Searching for the relatives of Coffea (Rubiaceae, Ixoroideae): the circumscription and phylogeny of Coffeeae based on plastid sequence data and morphology. Am. J. of Botany 94: 313-329

- Wilford, R, MF Fay. 2007. Tulipa sprengeri. Liliaceae. Curtis's Botanical Magazine 24 (4): 211-216

- Fay, MF, Bone, R, Cook, P, Kahandawala, I, Greensmith, J, Harris, S, Pedersen, HÆ, Ingrouille, MJ, Lexer, C. 2009. Genetic diversity in Cypripedium calceolus (Orchidaceae) with a focus on northwestern Europe, as revealed by plastid DNA length polymorphisms. Ann. of Botany 104: 517-525

- Ennos, RA, Whitlock, R, Fay. MF, Jones, B, Neaves, LE, Payne, R, Taylor, I, de Vere, N, Hollingsworth, PM. 2012. Process-based Species Action Plans: an approach to conserve contemporary evolutionary processes that sustain diversity in taxonomically complex groups. Bot. J. of the Linnean Soc. 168: 194-203. DOI: 10.1111/j.1095-8339.2011.01206.x

- Pedersen, HÆ, Rasmussen, HN, Kahandawala, IM, Fay, MF. 2012. Genetic diversity, compatibility patterns and seed quality in isolated populations of Cypripedium calceolus (Orchidaceae). Conservation Genetics 13: 89-98. DOI: 10.1007/s10592-011-0267-0

- Pellicer, J, Clermont, S, Houston, L, Rich TCG, Fay, MF. 2012. Cytotype diversity in the Sorbus complex (Rosaceae) in Britain: sorting out the puzzle. Ann. of Botany 110: 1185–1193. DOI: 10.1093/aob/mcs185

- Fay, MF, Kelly, LJ, Micheneau, C, Paun, O, Whitten, WM. 2013. Developing conservation genetics tools for non-model species in the era of next-generation sequencing. En Elliott, J, Kurzweil, HF, O’Byrne, P, Tan, KW, van der Schans, AS, Wong, SM, Yam, TW. (eds.) Where new and old world orchids meet (Proc. of the 20th World Orchid Conference). Singapur National Parks Board & Orchid Society of Southeast Asia, 173-177

- García-Verdugo, C, MF Fay. 2014. Ecology and evolution on oceanic islands: broadening the botanical perspective. Bot. J. of the Linnean Soc. 174: 271-275. DOI: 10.1111/boj.12154

## Honores
- Editor en jefe de Botanical Journal of the Linnean Society
- La abreviatura «M.F.Fay» se emplea para indicar a Michael Francis Fay como autoridad en la descripción y clasificación científica de los vegetales.[1]